# 耶耶·托尼
涅涅里·亚亚·图雷（法語：Gnégnéri Yaya Touré；1983年5月13日—）是科特迪瓦前足球運動員，場上可擔任全能中場。世界足壇最佳中場之一。現時為沙特阿拉伯國家男子足球隊助理教练。
耶耶.托尼身高1.91米，融合了硬朗和扎實的技術。托尼攔截出腳兇狠，防守面積也大，是球隊的重要屏障也是串接後場與前場攻勢的核心，他的球風與法國著名中場维埃拉相似。2020年1月1日，亞亞·圖雷宣布告別24年的職業球員生涯。
耶耶·托尼的兄長為科洛·图雷，而他的弟弟伊巴謙·托尼於2014年逝世，曾效力敘利亞超級聯賽球隊伊蒂哈德。

## 球會

### 早期
托尼在1996年經他的啟蒙教練柏卓克·雲列贊丹（Patrick Van Reijendam）的推薦，加入ASEC米莫薩。不久，他遠赴歐洲比賽，在比利時球會KSK貝弗倫效力了兩年半，再到烏克蘭球會頓涅茨克冶金踢了一年半球。

### 奧林比亞高斯
2005年托尼轉會奥林匹亚科斯。他的哥哥科洛·图雷稱他為「新维埃拉」。2005/06球季季前曾到阿仙奴試腳，但未能成功转会。他在2005年入選歐洲體育（Eurosport）的世界最有前途青年球員名單（most promising young players worldwide），這名單還包括马斯切拉诺和阿奎罗。

### 摩納哥
由於耶耶·托尼拒絕回希臘參與季前訓練，奧林比亞高斯接受了法甲球會AS摩納哥450萬欧元的出價。2006年8月15日托尼正式加盟摩納哥。

### 巴塞隆拿
2007年6月26日，西甲球會巴塞隆拿宣布以九百萬欧元轉會費引進了耶耶·托尼。由球會主席拿樸達和足球總監贝吉里斯坦主持歡迎儀式。耶耶·托尼加盟獲發17號球衣，後來在開季前，原本穿上24號球衣的恩尼斯達改穿8號球衣，因此他改穿騰空的24號球衣。他曾暗示若能和哥哥高路·托尼一同效力阿仙奴便最完美，但在魯營踢球也很快樂。
托尼於2007年8月26日聯賽揭幕戰對桑坦德首次為巴塞隆拿上陣
。在2007年甘伯盃對戰國際米蘭，他為巴塞隆拿取得首個入球。2007年9月2日在西甲聯賽對畢爾包，為巴塞取得首個聯賽入球。巴塞隆拿在2007/08球季歐聯八強對史浩克04，取得首個歐聯入球，助球會晉級四強。但在四強對曼聯，巴塞隆拿在兩回合計以0:1落敗。
加盟巴塞隆拿是他職業生涯的轉捩點。他在2008/09球季幫助巴塞隆拿實現了「三冠王」偉業，西甲、西班牙國王盃和歐聯冠軍，在隨後的09/10球季，托尼也協助球隊赢得三個冠軍之間的盃賽冠軍，包括西班牙超級盃、歐洲超霸盃、國際足協世界冠軍球會盃，完成世界足壇絕無僅有的一次「六冠王」偉業。
不過之後被從丁級聯賽拉拔起來的布斯克茨牢牢按在板凳上在也無法成為先發而心生不滿釀出轉會風聲。

### 曼城
2010年7月2日，曼城在官網宣佈成功以2,750萬鎊簽下耶耶·托尼，並簽下5年合約。
2013年10月23日，他被莫斯科中央陸軍足球俱樂部球迷種族歧視，當時他向裁判抗議但裁判不理，最終該俱樂部被罰5萬歐元及關門比賽兩場。
2018年5月9日，耶耶·托尼於季尾最後一次以主場披上藍月亮戰衣，亦以隊長身份帶領曼城出賽。雖然耶耶·托尼沒有任何入球，但曼城以3比1打敗布萊頓。賽後，曼城邀請了耶耶·托尼兄長高路·托尼送别耶耶·托尼。曼城送了一件316號球衣給耶耶托尼，代表他為曼城上陣了316場比賽，亦結束了耶耶·托尼在藍月亮效力八年的生涯。

### 青岛黄海
2019年7月4日，中甲球队青岛黄海青港宣布与亚亚·图雷签约，亚亚·图雷也成为青岛足球以至中甲联赛历史上最“大牌”外援，并于两日后在对阵浙江绿城的比赛中首发出场。 
2020年1月1日，亚亚·图雷宣布告別24年的職業球員生涯。

## 國家隊
2016年9月20日，耶耶托尼宣佈退出科特迪瓦國家足球隊，結束了自己長達14年的國腳生涯。
托尼共為科特迪瓦出場101次，並且幫助球隊奪得2015年非洲國家盃冠軍，終結23年的冠軍荒。
图雷代表科特迪瓦参加了2006年、2008年、2010年、2012年、2013年和2015年的六次非洲国家杯锦标赛；在2006年和2012年获得亚军，并在2015年获得冠军。图雷曾在2008年、2012年和2015年入选CAF的锦标赛团队。

## 榮譽

### ASEC米莫薩
- 科特迪瓦足球甲級聯賽 冠軍：2001年

### 奧林比亞高斯
- 希臘足球超級聯賽 冠軍：2005/06年
- 希臘盃 冠軍：2005/06年

### 巴塞隆拿
- 西班牙甲組足球聯賽 冠軍：2008/09年、2009/10年
- 西班牙國王盃 冠軍：2008/09年
- 歐洲聯賽冠軍盃 冠軍：2008/09年
- 西班牙超級盃 冠軍：2009年
- 歐洲超霸盃 冠軍：2009年
- 國際足協世界冠軍球會盃 冠軍：2009年

### 曼城
- 英格蘭超級聯賽：2011/12年、2013/14年 、2017/18年
- 英格兰足总杯：2010/11年
- 英格兰联赛杯：2014年、2016年、2018年
- 英格兰社区盾：2012年

### 個人
- 非洲足球先生： 2011年、2012年、2013年、2014年
- 英超PFA年度最佳陣容：2011/12年、2012/13年、2013/2014年

### 國家隊
- 2015年非洲國家盃 冠軍

## 外部連結
- 耶耶·托尼 – FIFA國際賽競賽紀錄 (存檔)
- 法甲官網 耶耶·托尼資料
- Goal.com 資料 （页面存档备份，存于）
- 曼城官方 耶耶·托尼檔案 （页面存档备份，存于）

| 前任： | 非洲足球先生 2011-14年 | 繼任： |